# Cristian Rizzo
Cristian Rizzo (Siracusa, 2 febbraio 1991) è un giocatore di calcio a 5 italiano.

## Carriera

### Club
Impiegato nel ruolo di Pivot, si mette in luce a 17 anni nel Melilli realizzando 36 gol nella serie C1 siciliana. Approda dunque all'Arzignano, dove viene inserito nella formazione Under-21 vice campione d'Italia. Fa quindi ritorno in Sicilia, giocando nell'Acireale con cui esordisce in Serie B e l'anno seguente anche in Serie A2. Dopo un breve ritorno al Melilli, con la cui maglia vince il campionato siciliano di Serie C1), passa al Martina con cui vince il girone C di Serie A2 e quindi al Catania, con cui realizza 51 reti in due stagioni di Serie A2. Il 2 luglio 2015 viene acquistato dal Napoli facendo così il grande salto nella massima serie. Tuttavia, lo scarso utilizzo tra le file dei partenopei lo spingono già a dicembre a trasferirsi alla Salinis in Serie A2.

### Nazionale
Talento precoce, per molti anni ha fatto parte della Nazionale Under-21 di cui è stato anche capitano. Ha debuttato in Nazionale maggiore il 27 ottobre 2009 in occasione dell'amichevole contro la Bielorussia; nella stessa partita mette a segno la sua unica rete in azzurro, fissando il punteggio sul definitivo 7-2. Nel gennaio successivo viene inserito dal ct Menichelli nella lista dei partecipanti all'Europeo, competizione nella quale esordisce a 18 anni e 356 giorni durante l'incontro con l'Ucraina, diventando il più giovane esordiente nella fase finale di un Europeo. Questo primato resiste fino al 20 gennaio 2022 quando viene infranto dal connazionale Dennis Berthod (18 anni e 173 giorni).

## Palmarès
- Campionato di Serie A2: 1
LC Five Martina: 2012-13 (girone B)
- Campionato di Serie B: 1
Assoporto Melilli: 2018-19 (girone H)